# Латроп (Каліфорнія)
Латроп (англ. Lathrop) — місто (англ. city) в США, в окрузі Сан-Хоакін штату Каліфорнія. Населення — 28 701 особа (2020).

## Географія
Латроп розташований за координатами 37°48′55″ пн. ш. 121°18′45″ зх. д. / 37.81528° пн. ш. 121.31250° зх. д. (37.815290, -121.312515).  За даними Бюро перепису населення США в 2010 році місто мало площу 59,65 км², з яких 56,80 км² — суходіл та 2,85 км² — водойми.

## Демографія
Згідно з переписом 2010 року, у місті мешкали 18 023 особи в 4782 домогосподарствах у складі 4071 родини. Густота населення становила 302 особи/км².  Було 5261 помешкання (88/км²).
Расовий склад населення:
| - 41,1 % — білих - 22,0 % — азіатів - 7,2 % — чорних або афроамериканців - 1,3 % — корінних американців - 0,8 % — вихідців з тихоокеанських островів - 20,7 % — осіб інших рас |

До двох чи більше рас належало 6,9 %. Частка іспаномовних становила 42,6 % від усіх жителів.
За віковим діапазоном населення розподілялося таким чином: 32,3 % — особи молодші 18 років, 61,2 % — особи у віці 18—64 років, 6,5 % — особи у віці 65 років та старші. Медіана віку мешканця становила 30,5 року. На 100 осіб жіночої статі у місті припадало 99,7 чоловіків;  на 100 жінок у віці від 18 років та старших — 97,7 чоловіків також старших 18 років.
Середній дохід на одне домашнє господарство  становив 68 669 доларів США (медіана — 62 267), а середній дохід на одну сім'ю — 68 823 долари (медіана — 62 881). Медіана доходів становила 48 207 доларів для чоловіків та 40 845 доларів для жінок. За межею бідності перебувало 13,1 % осіб, у тому числі 15,4 % дітей у віці до 18 років та 9,5 % осіб у віці 65 років та старших.
Цивільне працевлаштоване населення становило 7763 особи. Основні галузі зайнятості: освіта, охорона здоров'я та соціальна допомога — 17,2 %, виробництво — 12,8 %, роздрібна торгівля — 12,5 %.